# Kulturno-povijesna cjelina Marije Bistrice
Kulturno-povijesna cjelina grada Marije Bistrice, kompleks zgrada u općini Marija Bistrica, zaštićeno kulturno dobro.

## Opis dobra
Naselje Marija Bistrica smješteno je na sjevernim padinama Medvednice, na brežuljkastome terenu, uz dolinu potoka Bistrice. Povijesna cjelina Marije Bistrice primjer je nekadašnjega feudalnog trgovišta koje je očuvalo svoja prostorna obilježja i karakterističnu građevnu strukturu, u okviru povijesne matrice definirane središnjim trgom i prilaznim ulicama. Izuzev dominantne strukture graditeljskoga sklopa nacionalnog svetišta Majke Božje, arhitektonsku strukturu povijesne jezgre čine nizovi malogradske arhitekture druge polovice 19. i početka 20. stoljeća te primjeri drvene tradicijske arhitekture.

## Zaštita
Pod oznakom Z-6832 zavedena je kao nepokretno kulturno dobro - pojedinačno, pravnog statusa zaštićena kulturnog dobra, klasificirano kao "kulturno-povijesna cjelina".